# TVI24
TVI24 era un canal de televisió privat temàtic, focalitzat únicament a donar notícies les 24 hores del dia. Era el tercer canal temàtic d'informatius portuguès i era propietat del grup Capital Media, que comparteix accionariat amb el grup espanyol PRISA. El canal era un equivalent al 3/24 a Catalunya, iTele a França, TVE24 a Castella o BBCNews al Regne Unit. Fou inaugurat el 26 de febrer del 2009 i es pot veure únicament per cable. Es tracta del primer canal per cable de l'empresa que gestiona el canal generalista TVI. L'any 2011 en José Alberto Carvalho en fou el director. Pot veure's per internet i és present en altres plataformes digitals.

## Altres canals del mateix grup
- TVI Ficção
- TVI Internacional
- +TVI
- TVI